# Sossusvlei
De Sossusvlei is een klei-vallei in het midden van de Namibwoestijn. De vallei is onderdeel van het Namib-Naukluft National Park in Namibië. Gevoed door de rivier Tsauchab staat het gebied bekend om de hoge, rode zandduinen die het omringen en het tot een grote zee van zand maken. Vegetatie, zoals de acacia, wordt van water voorzien door zeldzame overstromingen van de Tsauchab, waarbij de bodem zich langzaam volzuigt.
De rode kleur van het zand ontstaat door de hoge concentratie ijzer.
Vlak bij de Sossusvlei liggen de Dodevlei en de Hidden Vlei. Dune 45 is een bekend uitzichtpunt. Deze bijzondere plekken zijn over de weg bereikbaar via het plaatsje Sesriem.

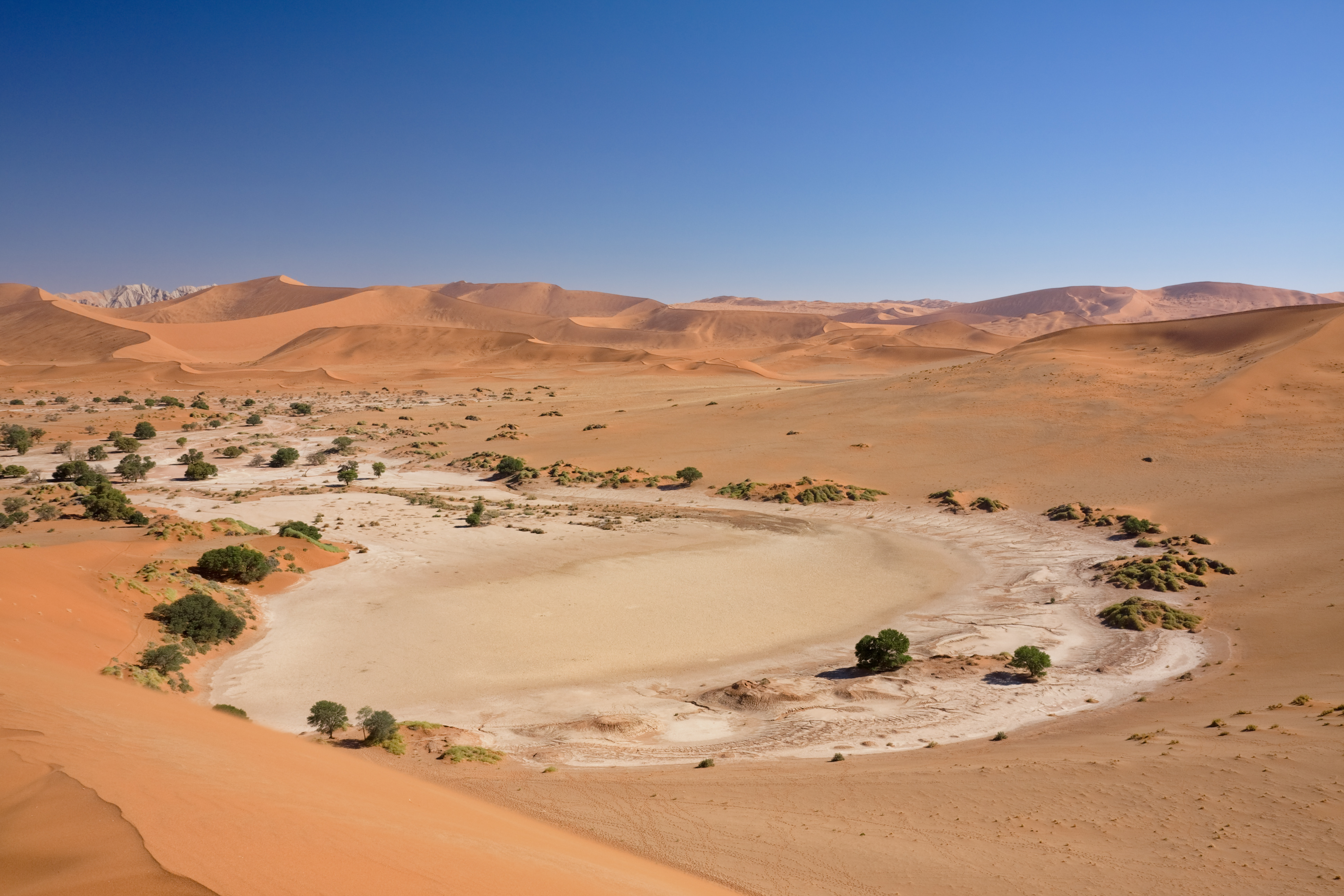
Sossusvlei, droog
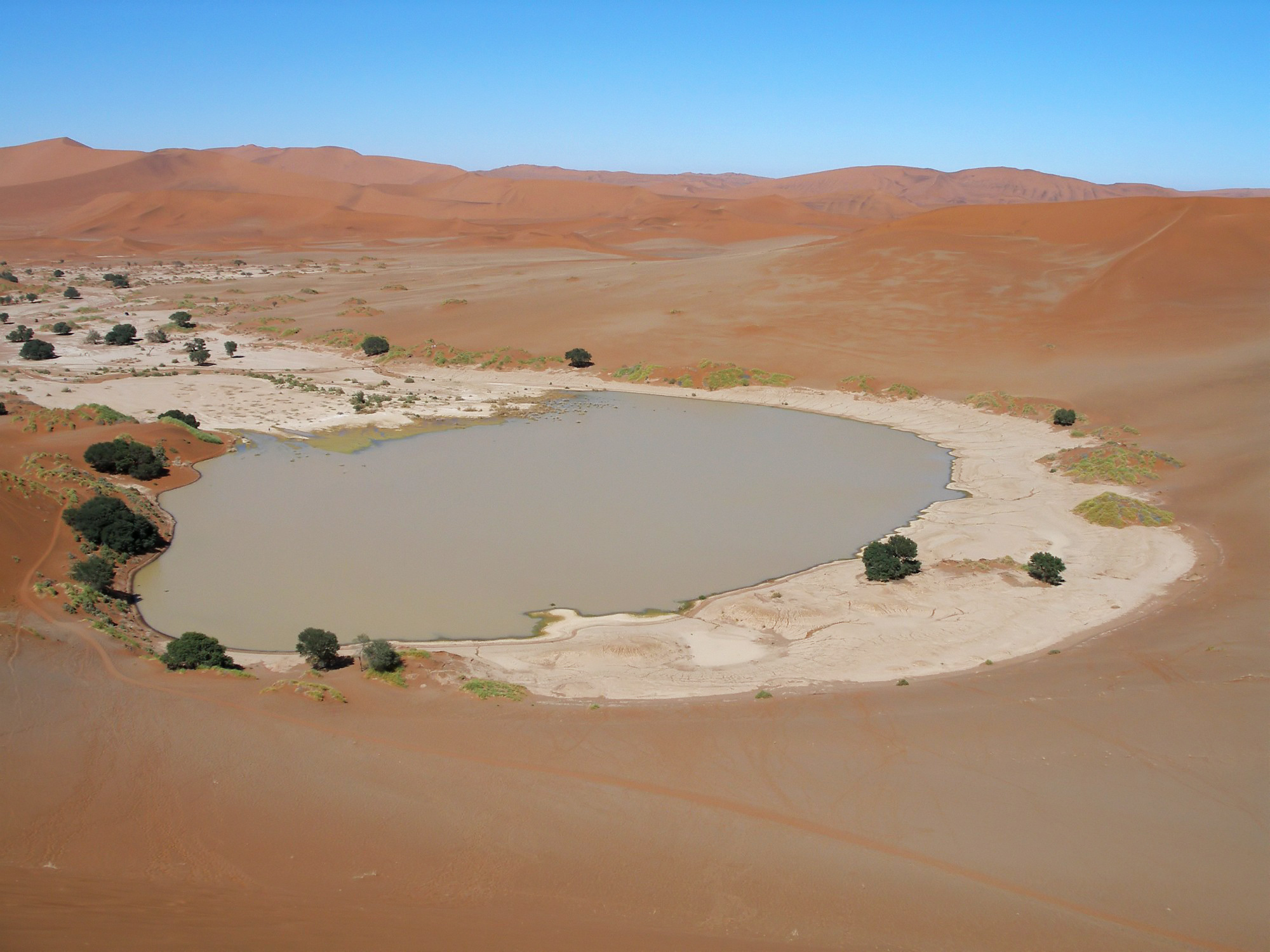
Sossusvlei, deels overstroomd
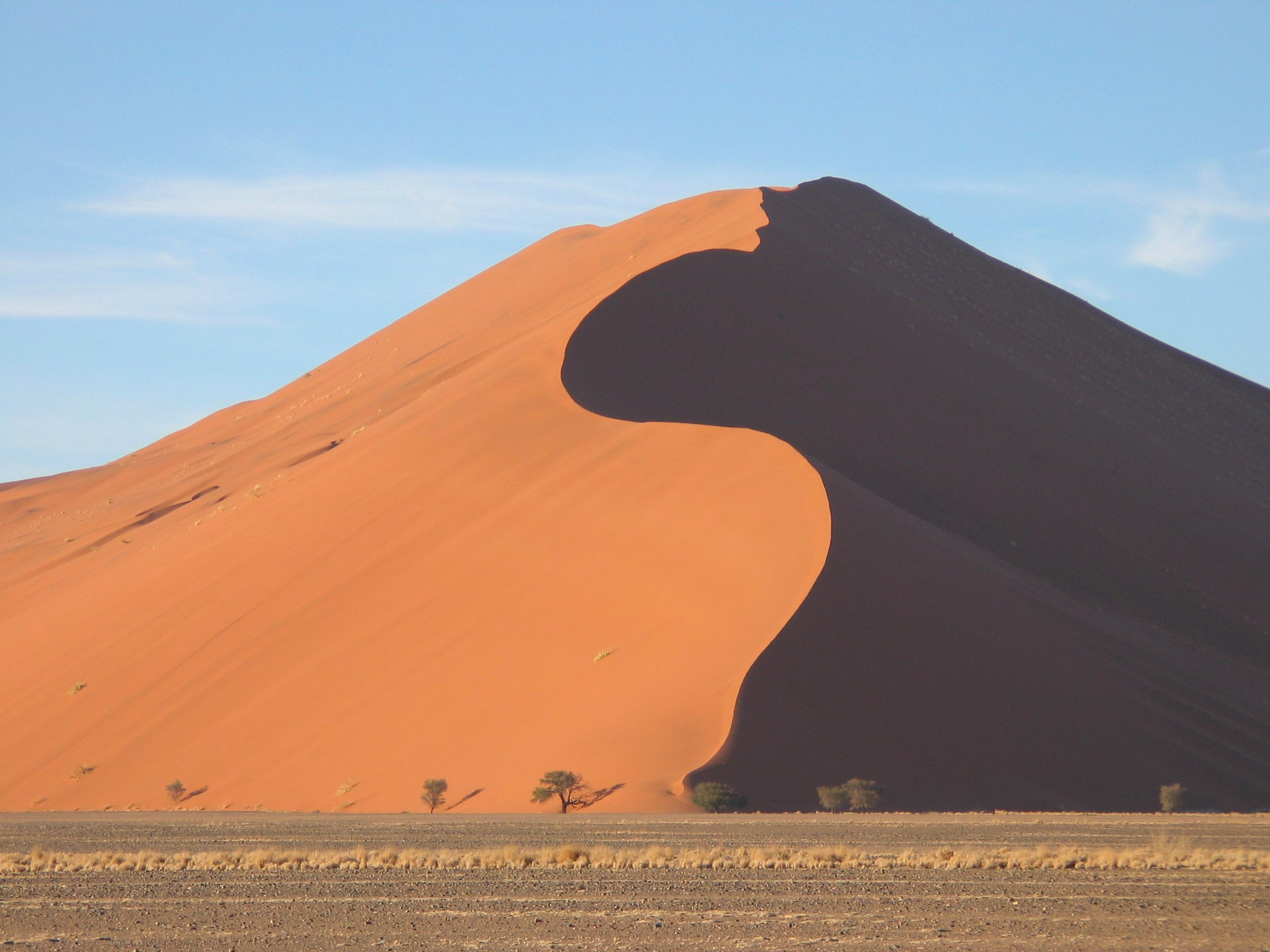
Een zandduin
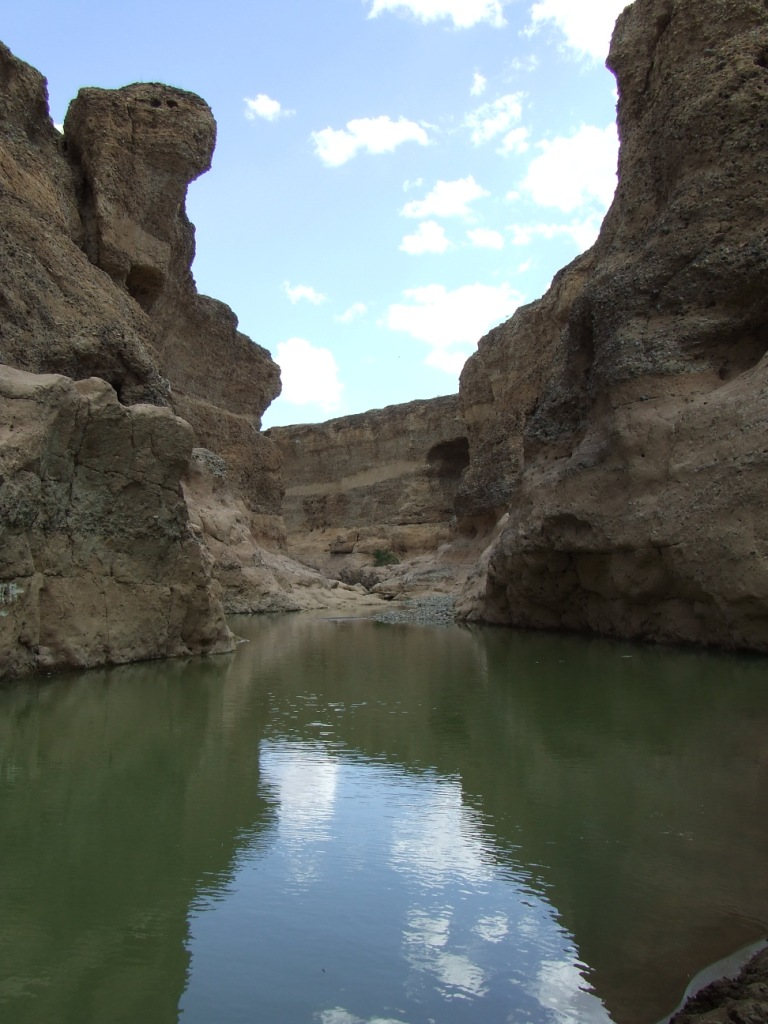
Kloof in de Sossusvlei